# Christian Bale
Christian Charles Philip Bale (Haverfordwest, 30 de janeiro de 1974) é um premiado ator britânico. Conhecido pela versatilidade e transformações físicas para seus papéis, já protagonizou filmes de diversos gêneros. Em 2011 ele venceu o Óscar de melhor ator coadjuvante, o Globo de Ouro de melhor ator coadjuvante e o SAG Award de melhor ator coadjuvante pela atuação como Dicky Eklund na cinebiografia The Fighter.
Bale começou a chamar a atenção após sua atuação no filme Empire of the Sun, de Steven Spielberg, quando tinha treze anos, e ganhou mais algum destaque por interpretar Patrick Bateman em Psicopata Americano de Mary Harron. Porém, ganhou reconhecimento internacional por viver Bruce Wayne / Batman em Batman Begins, The Dark Knight e The Dark Knight Rises (trilogia realizada por Christopher Nolan).

## Biografia
Christian Bale nasceu em Haverfordwest, uma pequena cidade de Pembrokeshire, no País de Gales. Filho de pais separados, seu pai é um empreendedor, comerciante e piloto sul-africano David Bale e sua mãe é Jenny James, uma artista de circo.
Para cada dez atores mirins que, quando adultos, não conseguem continuar sua carreira, existe um Christian Bale. O menino escolhido pessoalmente por Steven Spielberg para estrelar Império do Sol, cresceu e se tornou um dos talentos mais respeitados e um dos homens mais desejados de Hollywood.[carece de fontes?]
Bale, claro, prefere escorar-se mais no talento que na beleza física. Ambos ele herdou da mãe (uma bailarina) e dos avôs (que também eram atores). Estimulado pelo ambiente intelectual desde criança, Bale desenvolveu uma eterna paixão pela literatura (é leitor inveterado até hoje) e pelos palcos.[carece de fontes?]

### Carreira
Estreou cedo no teatro, aos dez anos, ao lado do comediante Rowan Atkinson (o Mr. Bean), em The Nerd. No mesmo ano, conseguiu seu primeiro papel na telinha: um comercial de cereais matinais. Depois, participou da minissérie Anastasia: The Mystery of Anna.
Em 1987, Bale estreava no cinema, e em grande estilo. Pegou o papel principal do drama da Segunda Guerra Mundial Império do Sol, do diretor Steven Spielberg. O filme era uma adaptação do romance de J. G. Ballard.
Império do Sol recebeu críticas pesadas, mas todas faziam ressalvas quanto à  atuação de Bale como um jovem preso em um campo de concentração japonês. A fama trouxe convites para novos projetos, mas também tornou sua vida atribulada demais para um garoto de apenas 13 anos. "Era horrível", diz Bale. "Eu quase chorava durante as entrevistas e queria sair correndo das coletivas de imprensa, dizendo que ia no banheiro ou algo assim".[carece de fontes?]
Em 1988, Bale fez o sueco Mio min Mio (br: Mio na Terra da Magia) e voltou a ser dirigido por um grande diretor, Kenneth Branagh, em um filme de época, Henrique V. Sempre cuidadoso na escolha de seus papéis, em 1990 Bale preferiu fazer Treasure Island, um filme para a TV a cabo, só para poder trabalhar com o veteraníssimo Charlton Heston.
Bale também mostrou imensa dedicação para aprofundar-se o máximo possível em seus papéis. Seu ingresso para o refinado mundo do cinema adulto ocorreu com o musical Newsies, para o qual fez questão de aprender a cantar, dançar e, ainda mais difícil, falar com sotaque americano. Desde então, Bale desenvolveu uma improvável habilidade para mimetizar foneticamente qualquer sotaque e faz questão de variá-los a cada filme.
No mesmo ano de Newsies, fãs puderam ver Bale novamente nas pistas de dança com Swing Kids, outro drama passado na Segunda Guerra Mundial e no qual Bale reencontrou o velho amigo Kenneth Branagh. Bale treinou os passos de swing por dez semanas ininterruptas para pegar o papel de Thomas, jovem rico que é convocado para participar da Juventude Hitlerista.
Todos estes filmes, porém, mostraram-se mais recompensadores para Bale no nível de satisfação pessoal do que em termos de dinheiro ou popularidade. Quem duvidava que o ator conseguiria se consolidar como um grande ator adulto teve de calar-se quando a atriz Winona Ryder o escolheu pessoalmente para o papel de Laurie, em Adoráveis Mulheres. O filme foi enorme sucesso de público e crítica e, além de permitir que Bale contracenasse com Ryder, Susan Sarandon e Kirsten Dunst, garantiu-lhe projeção internacional que não via desde Império do Sol.
Em 1995, Bale participou de outro grande sucesso, emprestando sua voz para um dos personagens do desenho animado Pocahontas, da Disney. No ano seguinte, participou de O Agente Secreto, ao lado de Gérard Depardieu, Patricia Arquette, Robin Williams e Bob Hoskins e amargou mais um papel coadjuvante em um filme de época em Retrato de uma Mulher, com Nicole Kidman.
Em Metroland, conseguiu seu primeiro papel principal em anos, ao lado da conterrânea Emily Watson. Bale interpretou um pai de família que vivia imerso em nostalgia e melancolia – traços de sua atuação que lhe asseguraram elogios rasgados da crítica. O filme só foi lançado nos Estados Unidos em 1998, batendo de frente com outro aclamado projeto de Bale, o drama musical Velvet Goldmine, de Todd Haynes.

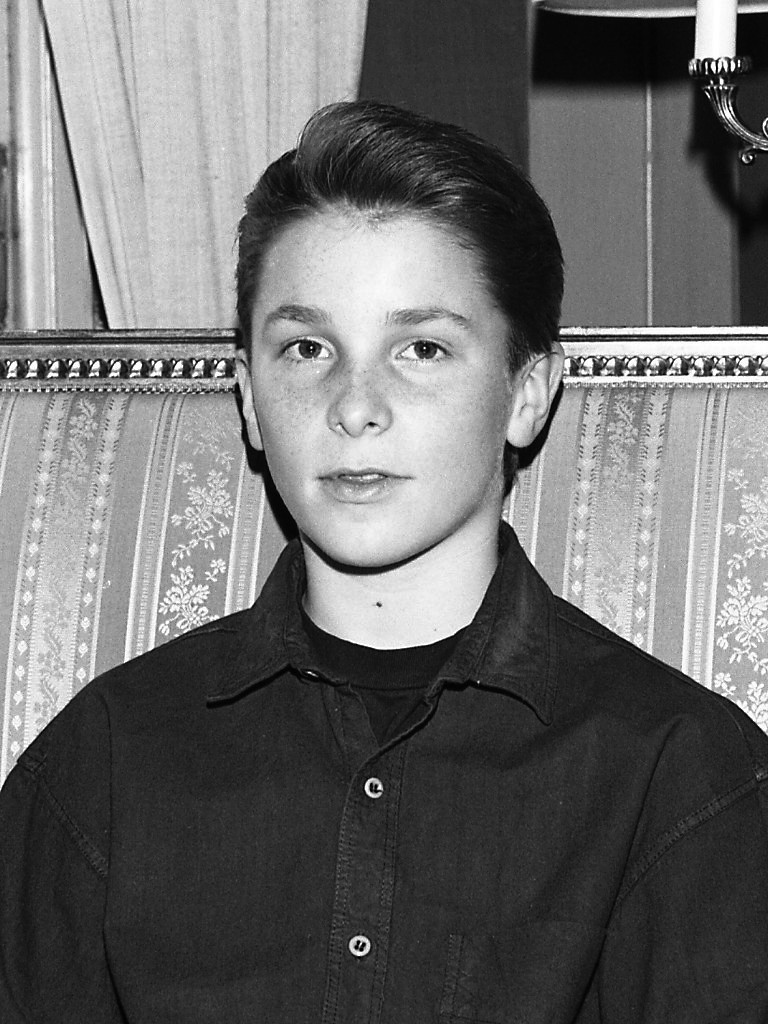
Christian Bale aos 14 anos em um evento promocional do filme Império do Sol, em 1988

Em torno dessa época, Bale já contava com uma verdadeira legião de fãs femininas histéricas, autoproclamadas Bale-heads. Claro que as meninas ficaram chocadas ao ver Bale beijando Ewan McGregor em Velvet Goldmine. Mesmo assim, a adoração persistiu, levando a revista EW a nomeá-lo uma das oito figuras mais cultuadas na internet na década de 90.

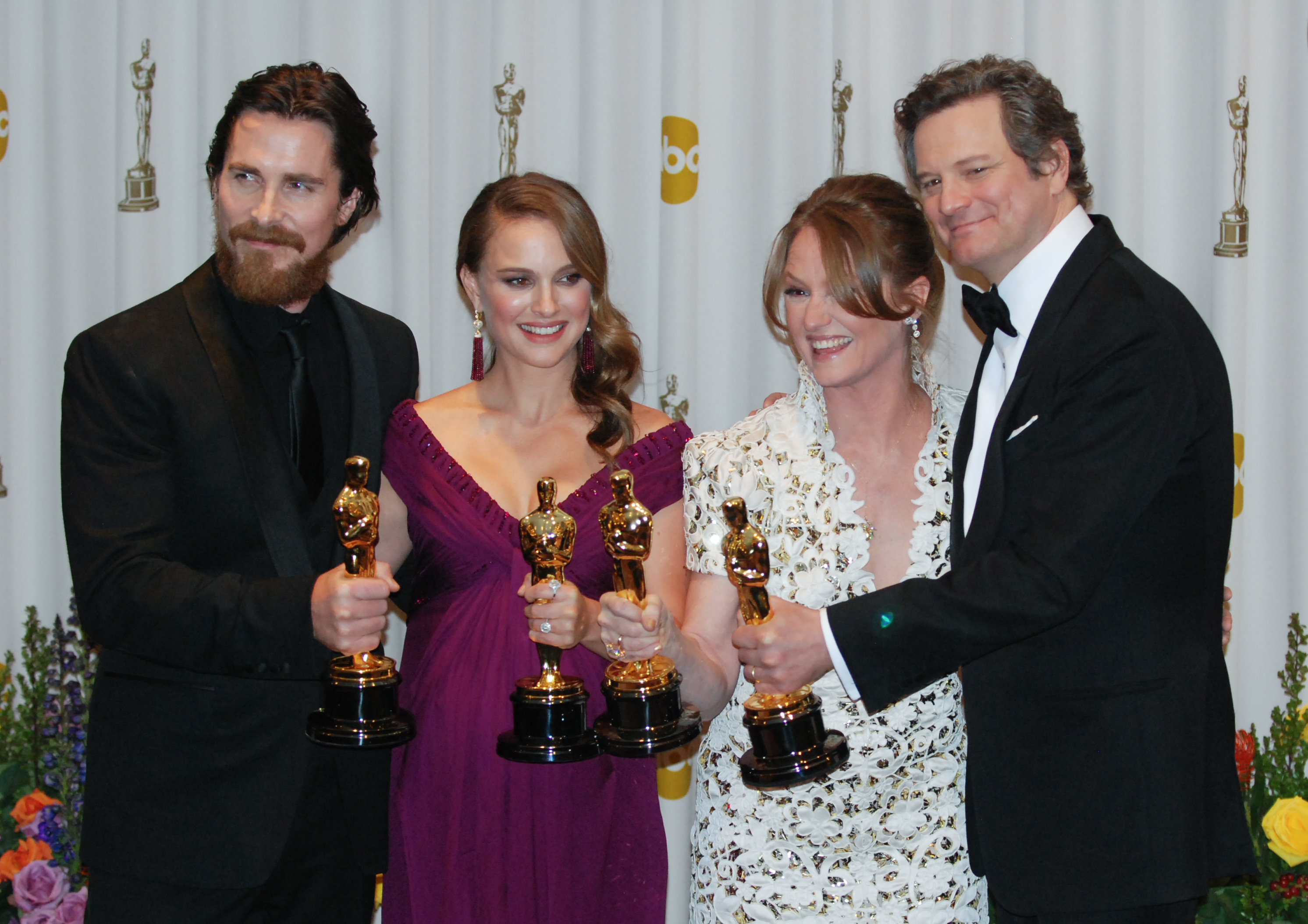
Christian, junto a outros atores vencedores na premiação do Óscar, em 2011

Bale daria mais motivo para ser cultuado ao gravar cenas completamente nu no bucólico Sonho de uma Noite de Verão, sua segunda adaptação de William Shakespeare. Nesse filme, contracenou com Kevin Kline, Rupert Everett e Michelle Pfeiffer. Bale voltaria a exibir o corpo musculoso em Psicopata Americano, mas não antes sem se envolver em uma disputa pelo papel do assassino Patrick Bateman com Leonardo DiCaprio. A briga chegou a ganhar as manchetes do jornal, mas valeu a pena, pois Psicopata Americano, baseado no romance de Brett Easton Ellis, tornou-se seu mais polêmico e conhecido filme até hoje.
Talvez influenciados por sua persona vilanesca, em 2000 os produtores do filme de ação Shaft o escalaram como Walter Wade Jr., um rico assassino que se associa a um traficante de drogas para eliminar de vez o policial vivido por Samuel L. Jackson. No mesmo ano, Bale anunciou seu casamento com Sibi Blažić.
Em 2002, Bale deu uma guinada radical em sua carreira e tentou seu primeiro filme de ação como protagonista, a ficção científica Reino de Fogo, no qual ele combate dragões que tomaram a Terra. O filme foi um fracasso de bilheteria, mas Bale pode dividir o fardo com o colega de cena Matthew McConaughey. McConaughy interpreta um militar norte-americano que ajuda Bale na tarefa de combater os lagartões alados.

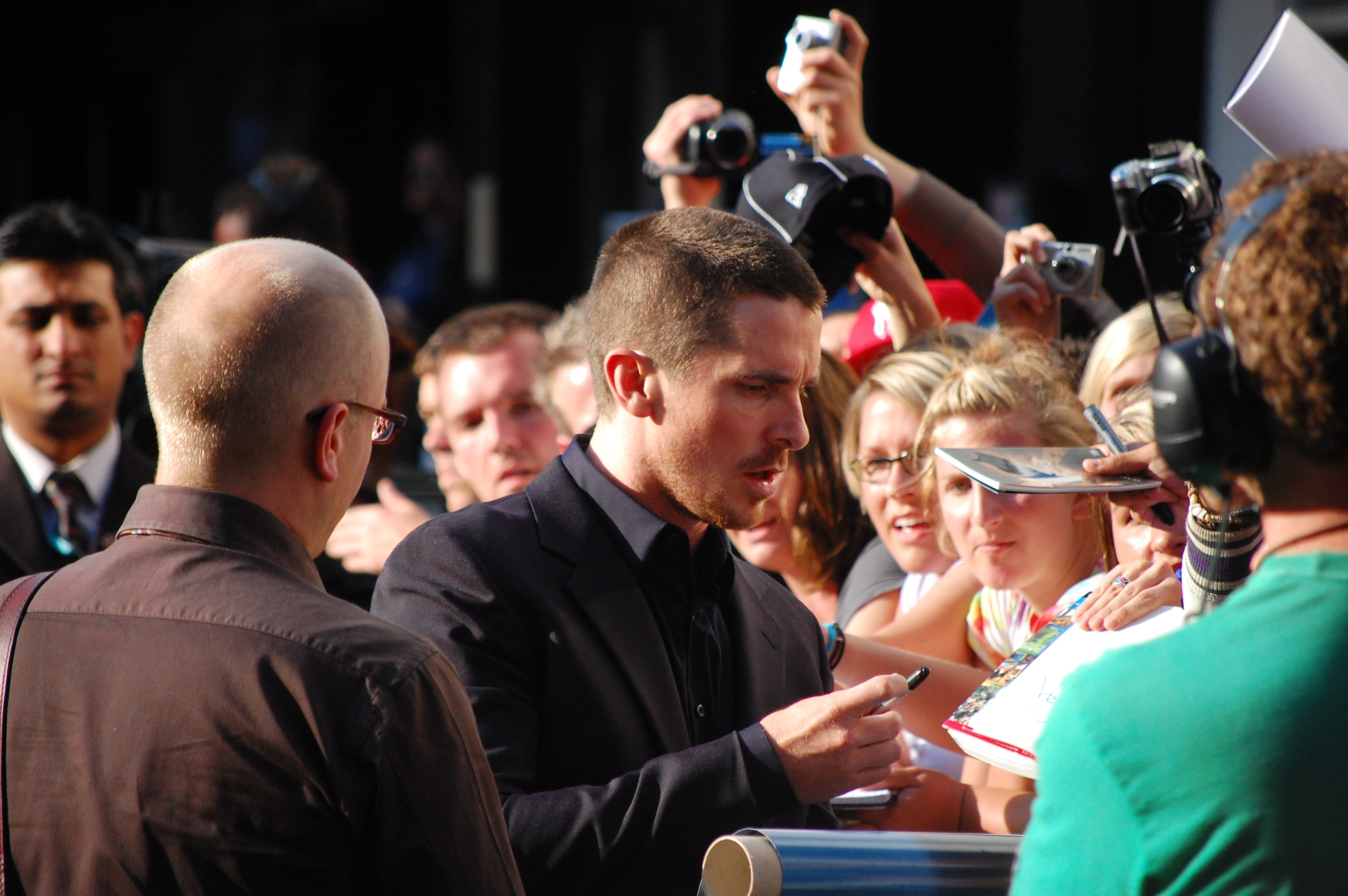
Christian na estreia europeia de The Dark Knight

Bale, porém, parece ter tomado gosto pelo gênero da ficção futurista e voltou a atuar com a colega Emily Watson em Equilibrium, sobre uma sociedade fascista em que é proibido amar. O filme foi lançado em 6 de dezembro de 2002.
Ainda em 2002, Bale filmou Laurel Canyon, misto de comédia e drama familiar, em que interpreta um médico recém-graduado de Harvard careta que precisa apresentar a noiva (Kate Beckinsale) à mãe uma liberal produtora de rock vivida por Frances McDormand.
Em 2004, Chris alavancou sua carreira mais uma vez com o sucesso "O Operário", filme em que Bale teve que pesar 40 kg para viver o personagem. Mas nos últimos anos está sendo muitos mais lembrado pela sua versatilidade como ator, e ainda fez dois conhecidos personagens: Batman (Batman Begins, The Dark Knight, The Dark Knight Rises) e John Connor (Terminator Salvation).
Em 2009, atuou no longa policial "Inimigos Públicos" com direção de Michael Mann e Johnny Depp no elenco. Bale interpreta o agente Melvin Purvis, que tem a missão de capturar o famoso ladrão John Dillinger.
Quando não está gravando, Bale vive em Londres, com a esposa, seus filhos Emmaline e Joseph, dois cachorros (Mojo e Ramone) e três gatos (Miriam, Molly e Lilly).

## Etnia
A etnia de Bale inclui: britânicos, alemães e irlandeses.

## Filmografia
| Ano  | Filme                      | Título em português                                                              | Papel                         | Prêmios |
| ---- | -------------------------- | -------------------------------------------------------------------------------- | ----------------------------- | --- |
| 1987 | Empire of the Sun          | br/pt: Império do Sol                                                            | Jim Graham                    | Venceu National Board of Review de melhor performance juvenil Young Artist Awards de melhor ator jovem em um filme de drama |
| 1987 | Mio min Mio                | br: Mio na Terra da Magia                                                        | Jum-Jum                       | |
| 1989 | Henry V                    | pt/br: Henrique V                                                                | Menino                        | |
| 1992 | Newsies                    | br: Extra! Extra!                                                                | Jack "Cowboy" Kelly           | |
| 1993 | Swing Kids                 | br: Os Últimos Rebeldes                                                          | Thomas Berger                 | |
| 1994 | Prince of Jutland          | br: Reinado de Ódio                                                              | Amled                         | |
| 1994 | Little Women (1994)        | br: Adoráveis Mulheres                                                           | Theodore "Laurie" Lawrence    | |
| 1995 | Pocahontas                 | pt/br: 'Pocahontas                                                               | Thomas                        | |
| 1996 | The Secret Agent           | br: O Agente Secreto                                                             | Stevie                        | |
| 1996 | The Portrait of a Lady     | br: " Retrato de Uma Senhora                                                     | Edward Rosier                 | |
| 1997 | Metroland                  | br: Reflexos do Passado                                                          | Chris Lloyd                   | |
| 1998 | Velvet Goldmine            | pt/br: Velvet Goldmine                                                           | Arthur Stuart                 | |
| 1998 | All The Little Animals     | br: Todos São Animais                                                            | Bobby Platt                   | |
| 1999 | A Midsummer Night's Dream  | pt/br: Sonho de uma Noite de Verão                                               | Demetrius                     | |
| 1999 | Mary, Mother of Jesus      | pt/br: Maria, mãe de Jesus                                                       | Jesus                         | |
| 2000 | American Psycho            | pt/br: Psicopata Americano                                                       | Patrick Bateman               | Vencedor do Chlotrudis Awards como melhor ator |
| 2000 | Shaft                      | pt/br: Shaft                                                                     | Walter Wade, Jr.              | |
| 2001 | Captain Corelli's Mandolin | br/pt: O Capitão Corelli                                                         | Mandras                       | |
| 2002 | Laurel Canyon              | pt: Atração Acidenta br: Laurel Canyon - Rua das Tentações                       | Sam Bentley                   | |
| 2002 | Reign of Fire              | pt/br: Reino de Fogo                                                             | Quinn Abercromby              | |
| 2002 | Equilibrium                | br/pt: Equilibrium                                                               | John Preston                  | |
| 2004 | The Machinist              | pt: O Maquinista br: O Operário                                                  | Trevor Reznik                 | Vencedor do Sitges Film Festival como melhor ator |
| 2005 | Batman Begins              | pt: Batman: O Início br: Batman Begins                                           | Bruce Wayne / Batman          | Vencedor do Prêmio MTV Movie & TV como melhor herói Vencedor do Prêmio Saturno como melhor ator |
| 2005 | Harsh Times                | br: Tempos de Violência                                                          | Jim Luther Davis              | |
| 2005 | The New World              | pt/br: O Novo Mundo                                                              | John Rolfe                    | |
| 2006 | Rescue Dawn                | br: O Sobrevivente                                                               | Dieter Dengler                | |
| 2006 | The Prestige               | pt: O Terceiro Passo br: O Grande Truque                                         | Alfred Borden                 | |
| 2007 | 3: 10 to Yuma (2007)       | pt: O Comboio das 3 e 10 br: Os Indomáveis                                       | Dan Evans                     | Vencedor do Prêmio Especial da Sociedade dos Críticos de Cinema de San Diego |
| 2007 | I'm Not There              | pt: Não Estou Aí br: Não Estou Lá                                                | Jack Rollins/Pastor John      | Vencedor do Prêmio Robert Altman no Independent Spirit Awards |
| 2008 | The Dark Knight            | pt: O Cavaleiro das Trevas br: Batman: O Cavaleiro das Trevas                    | Bruce Wayne / Batman          | Vencedor do Scream Awards como melhor super-herói Vencedor do Empire Awards como melhor ator |
| 2009 | Terminator Salvation       | pt: Exterminador Implacável: A Salvação br: O Exterminador do Futuro: A Salvação | John Connor                   | |
| 2009 | Public Enemies             | pt/br: Inimigos Públicos                                                         | Melvin Purvis                 | |
| 2010 | The Fighter                | pt: The Fighter: Último Round br: O Vencedor                                     | Dicky Eklund                  | Venceu Óscar de melhor ator coadjuvante Austin Film Critics Association de Melhor Ator Coadjuvante Boston Society of Film Critics de Melhor Ator Coadjuvante Chicago Film Critics Association de Melhor Ator Coadjuvante Dallas-Fort Worth Film Critics Association de Melhor Ator Coadjuvante Florida Film Critics Circle Awardsde Melhor Ator Coadjuvante Globo de Ouro de melhor ator coadjuvante em cinema London Film Critics Circle de Melhor Ator Coadjuvante Satellite Award de melhor ator coadjuvante no cinema SAG Award de melhor ator coadjuvante National Board of Review de Melhor Ator Coadjuvante                                                                        |
| 2011 | The Flowers of War         | pt: As Flores da Guerra                                                          | John Miller                   | |
| 2012 | The Dark Knight Rises      | pt: O Cavaleiro das Trevas Renasce br: Batman: O Cavaleiro das Trevas Ressurge   | Bruce Wayne / Batman          | |
| 2013 | American Hustle            | pt: Golpada Americana br: Trapaça                                                | Irving Rosenfeld              | Vencedor SAG Award de melhor elenco em cinema Indicado Prêmios Critics' Choice Movie de melhor elenco em cinema Oscar de melhor ator BAFTA de melhor ator em cinema Prêmio Satellite de melhor ator em cinema Prêmio Independent Spirit de melhor ator Globo de Ouro de melhor ator em comédia ou musical Prêmios Critics' Choice Movie de melhor ator Washington D.C. Area Film Critics Association de melhor ator Phoenix Film Critics Society de melhor ator Los Angeles Film Critics Association Award de melhor ator London Film Critics' Circle de melhor ator Associação de Críticos de Nova Iorque de melhor ator                                                                 |
| 2013 | Out of the Furnace         | br: Tudo por Justiça                                                             | Russell Baze                  | |
| 2014 | Exodus: Gods and Kings     | br: Êxodo: Deuses e Reis                                                         | Moisés                        | |
| 2015 | The Big Short              | pt: A Queda de Wall Street br: A Grande Aposta                                   | Michael Burry                 | Venceu Critics Choice Awards de melhor ator coadjuvante em comédia Indicado Óscar de melhor ator coadjuvante Globo de Ouro de melhor ator em comédia ou musical SAG Award de melhor ator coadjuvante SAG Awards de melhor elenco em cinema BAFTA de melhor ator coadjuvante em cinema Critics Choice Award de melhor ator coadjuvante Australian Film Institute de melhor ator coadjuvante |
| 2015 | Knight of Cups             | pt/br: Cavaleiro de Copas                                                        | Rick                          | |
| 2016 | Millennium - The Evolution | br: Millennium - A Evolução                                                      | Ethan Hawke                   | |
| 2018 | Mowgli                     | pt/br: Mogli - O menino lobo                                                     | Bagheera                      | |
| 2018 | Vice                       | pt/Br: Vice                                                                      | Dick Cheney                   | Venceu Kansas City Film Critics Circle Award de melhor ator Prêmio Critics' Choice Movie de melhor ator Globo de Ouro de melhor ator em comédia ou musical Indicado Óscar de melhor ator SAG Award de melhor ator principal Prêmios Independent Spirit de melhor ator Prêmio Critics' Choice Movie de melhor elenco em cinema BAFTA de Melhor Ator Prêmio Satellite de melhor ator Washington D.C. Area Film Critics Association de melhor ator Phoenix Film Critics Society de melhor ator Los Angeles Film Critics Association de melhor ator London Film Critics' Circle de melhor ator New York Film Critics Circle de melhor ator Globo de Ouro de melhor ator em comédia ou musical |
| 2019 | Ford v Ferrari             | pt/br: Ford vs Ferrari                                                           | Ken Miles                     | Indicado Globo de Ouro de melhor ator em filme dramático Prêmio SAG de melhor ator principal |
| 2022 | Thor: Love and Thunder     | pt/br: Thor: Amor e Trovão                                                       | Gorr, O Carniceiro dos Deuses | |
| 2022 | Amsterdam                  | pt/br:Amsterdam                                                                  | Burt Berendsen                | |
| 2022 | The Pale Blue Eye          | pt/br:O Pálido Olho Azul                                                         | Augustus Landor               | |

## Prêmios e indicações

### Óscar
| Ano  | Categoria               | Indicação       | Notas    |
| ---- | ----------------------- | --------------- | -------- |
| 2011 | Melhor ator coadjuvante | The Fighter     | Venceu   |
| 2014 | Melhor ator             | American Hustle | Indicado |
| 2016 | Melhor ator coadjuvante | The Big Short   | Indicado |
| 2019 | Melhor ator             | Vice            | Indicado |

### Prêmios Globo de Ouro
| Ano  | Categoria                                  | Indicação       | Notas    |
| ---- | ------------------------------------------ | --------------- | -------- |
| 2011 | Melhor ator coadjuvante em cinema          | The Fighter     | Venceu   |
| 2014 | Melhor ator em cinema - comédia ou musical | American Hustle | Indicado |
| 2016 | Melhor ator em cinema - comédia ou musical | The Big Short   | Indicado |
| 2019 | Melhor ator em cinema - comédia ou musical | Vice            | Venceu   |
| 2020 | Melhor ator em cinema - drama              | Ford v. Ferrari | Indicado |

### Prêmios Screen Actors Guild
| Ano  | Categoria               | Indicação       | Notas    |
| ---- | ----------------------- | --------------- | -------- |
| 2011 | Melhor ator coadjuvante | The Fighter     | Venceu   |
| 2011 | Melhor elenco em cinema | The Fighter     | Indicado |
| 2014 | Melhor elenco em cinema | American Hustle | Venceu   |
| 2016 | Melhor elenco em cinema | The Big Short   | Indicado |
| 2016 | Melhor ator coadjuvante | The Big Short   | Indicado |
| 2019 | Melhor ator principal   | Vice            | Indicado |
| 2020 | Melhor ator principal   | Ford v. Ferrari | Indicado |